# Atrazina

Fórmula de la atrazina

La atrazina, 2-cloro-4-(etilamina)-6-(isopropilamina)-1,3,5-triazina, es un compuesto químico  consistente en un anillo de s-triazina. Es un herbicida artificial ampliamente utilizado que pertenece al grupo de las triazinas, como la simazina y propazina. Se utiliza para controlar el crecimiento de malas hierbas en la agricultura, interfiriendo en el transporte de electrones durante el proceso de la fotosíntesis.
Las triazinas son el segundo grupo de herbicidas más usado en EE. UU. Su uso actualmente es material de controversia ya que produce efectos nocivos en especies a las que no va dirigida, tales como los anfibios a causa de la contaminación de las aguas o en el ser humano.  A pesar de que quedó excluida del proceso de re registro de la Unión Europea, se utiliza mucho como herbicida en todo el mundo.
Se presenta en forma de cristales incoloros. La sustancia se descompone cuando se calienta intensamente, produciendo humos tóxicos, incluyendo cloruro de hidrógeno y óxidos de nitrógeno.
Un estudio epidemiológico a larga escala fue realizado en Francia de 2002 a 2006 (por el INSERM). Realizado sobre 3500 mujeres a principios de embarazo, este estudio “puso en evidencia que las mujeres con trazas de atrazina en la orina tenían un 70% de probabilidades suplementarias de dar a luz un bebe con deficiencia de circunferencia craniana. Esto tiene como consecuencia un déficit en el desarrollo neurocognitivo del recién nacido. Además, se demostró que hay un riesgo suplementario del 50% de dar a luz a un bebe con déficit de peso".
El biólogo Tyrone Hayes de la universidad de Berkeley en California es una referencia mundial en el sector de la investigación del impacto de los pesticidas sobre la salud. Junto con su equipo obtuvo los mismos resultados que los franceses sobre la potencialidad de la molécula en mujeres en embarazo. En 2007, Tyrone publica un reporte en el cual demuestra que la atrazina es la causa potencial de ciertos tipos de cáncer, como el cáncer de próstata o el cáncer de seno. Esta molécula también es conocida por tener efectos de epimutacion.
La atrazina fue inventada por Geigy en 1958. Syngenta es hoy el principal productor de la controvertida molécula.

## Usos
Herbicida de amplio espectro utilizado para controlar el crecimiento de malas hierbas en agricultura. En EE. UU. es muy utilizado en el tratamiento de cultivos de maíz, caña de azúcar y sorgo.
Se puede aplicar antes y después de la siembra para controlar las malezas de hoja ancha y hierbas.

### Química
La atrazina se prepara a partir de cloruro cianúrico, tratándolo sucesivamente con etilamina y diisopropilamina. En las plantas afecta al fotosistema II que los animales no poseen.

### Mecanismo de acción herbicida
La atrazina interfiere en el fotosistema II de la fotosíntesis de las plantas al impedir la rección de Hill o fase luminosa, por inhibir la proteína D1 que transfiere electrones a la quinona Qb en el cloroplasto. 
Cuando se administra en el suelo accede a las plantas través de las raíces, y a partir de estas llega a las hojas fluyendo por el xilema. Si se administra sobre el follaje su mecanismo de acción será el de un herbicida de contacto.

## Toxicidad
La dosis oral media letal o LD50 para la atrazina es 3.090 mg/kg en ratas, 1750 mg/kg en ratones, 750 mg/kg en conejos, y 1000 mg/kg en hámsteres. La LD 50 dermal en conejos es 7500 mg/kg. Es una de las causas de la desaparición de las amapolas y otras hierbas.
La atrazina fue prohibida en la Unión Europea en 2004 por su persistente contaminación de las aguas subterráneas. En cambio los Estados Unidos se utiliza ampliamente. Probablemente es el herbicida más usado del mundo, en unos 80 países. Se cree que puede tener efectos disruptores endocrinos, carcinógenos y provocar bajos niveles de esperma en hombres, algunos expertos propugnan que también se prohíba en los Estados Unidos.

### Toxicidad en humanos
Cuando la exposición se produce durante un corto periodo de tiempo puede aparecer enrojecimiento en los ojos e incluso puede llegar a haber una afectación del sistema nervioso central.
En exposiciones prolongadas puede aparecer dermatitis y es probable que esta exposición afecte al riñón y al hígado, además tiene un posible efecto como disruptor endocrino. Sin embargo, es poco probable que la exposición a atrazina esté relacionada con la aparición de cáncer de mama

### Efecto en anfibios
Varios estudios sostienen que la atrazina es teratógena y actúa como un disruptor endocrino en anfibios. Se ha comprobado que si los animales están expuestos durante el desarrollo a la atrazina sus tejidos reproductivos quedan alterados. Según un estudio de la Universidad de Berkeley, los machos adultos de la rana Xenopus laevis expuestos a atrazina sufrieron tanto desmasculinizaciones (fueron químicamente castrados), como afeminaciones completas. Un diez por ciento de los machos expuestos llegaron a desarrollarse como hembras funcionales capaces de copular con otros machos y producir huevos viables. El autor del estudio remarca que estos resultados son consistentes con los efectos provocados por la atrazina en otras clases de vertebrados, ejemplificando el rol que la atrazina y otros pesticidas disruptores endocrinos pueden desempeñar en la disminución global en el número de anfibios.

## Biodegradación

La principal fuente de contaminación por atrazina es el agua, por lo que es importante que haya un control sobre la misma en pozos y ríos, puesto que de estos últimos se va a conseguir el agua que posteriormente será utilizada para consumo humano.
Es uno de los contaminantes que se encuentra de forma más común en las precipitaciones, agua subterránea y en aguas superficiales.
La atrazina se degrada en el suelo principalmente por acción microbiana, con respecto a su biorremediación se ha estudiado en especial una enzima, la atrazina clorohidrolasa (EC 3.8.1.8) que cataliza la eliminación del cloro de la molécula. En el suelo tiene una vida media de 13 a 261 días.

## Precauciones
Puesto que es una sustancia que puede producir toxicidad, debe mantenerse fuera del alcance de personas inexpertas y niños.
Para la preparación de la mezcla usar guantes impermeables, protector facial, botas de goma y delantal impermeable. Cuando vaya a aplicarse han de utilizarse guantes impermeables, protector facial y botas de goma.
Evitar el contacto con la piel, ojos y ropa. No respirar el polvo del producto ni neblina de pulverización. Lavarse inmediatamente cualquier salpicadura.